# Alfredo De Gregorio
Alfredo De Gregorio (Houthalen, 24 juli 1953) is een Belgisch architect van Italiaanse afkomst.

## Studies
Van 1971 tot 1976 studeerde Alfredo De Gregorio voor burgerlijk ingenieur-architect aan de Katholieke Universiteit Leuven, specialisatie Monumentenzorg. Na zijn stage en burgerdienst startte hij in 1979 zijn eigen architectenbureau.

## Beginjaren
Van 1981 tot 1987 werkte Vittorio Simoni mee in het bureau, dat werd omgedoopt tot De Gregorio & Simoni. De samenwerking leverde een aantal lokaal spraakmakende projecten op, waarvan Het Magazijn in Hasselt wel het meest bekende is (1982). De Gregorio was daar mede-eigenaar en richtte daarvoor een vennootschap op samen met Steve Stevaert. Toen Stevaert in de politiek stapte, stapte De Gregorio uit nv Het Magazijn.
In 1988 werd de naam van het architectenbureau veranderd in De Gregorio & Partners.

## Jaren 90
Al vrij snel kreeg het bureau vrij veel overheidsopdrachten toegewezen, met als eerste opdrachten de inrichting van het Limburgse Provinciehuis (1989), de eerste uitbreiding van het Gallo-Romeins Museum (1991),...
In 1990 kreeg hij de opdracht voor Cinemagica in Waterschei, waar hij samenwerkte met enkele topontwerpers: Rafael Moneo, Ettore Sottsass, Massimo Iosa Ghini en François Confino. Het project werd uiteindelijk afgeblazen.
In 1991 leerde De Gregorio Aldo Rossi kennen. Het project Oud Gasthuis in Hasselt (1992-1996) was de eerste van een aantal opdrachten die zij samen uitvoerden. Er volgden nog de Philipssite in Leuven, Clockempoort in Sint-Truiden, de Groene Boulevard in Hasselt (R70). Samen kandideerden ze nog voor het Belgacomgebouw in Hasselt (werd nooit uitgevoerd) en het TGV-station in Luik. 
In 1996 kreeg De Gregorio de opdracht voor de nieuwe VRT-zendmast van Sint-Pieters-Leeuw, op heden nog steeds het hoogste constructiepunt van het land (300m). De belangrijke opdrachten stapelden zich dan snel op: C-Mine Winterslag, rustoorden in Turnhout, Leuven en Hasselt, het Gallo-Romeins museum in Tongeren (1994).

## Vanaf 2000
Het Masterplan Antwerpen Mobiel (Oosterweelverbinding, 2001-2003). In dit laatste project was De Gregorio binnen de studiegroep SAM verantwoordelijk voor de architecturale en stedenbouwkundige aanpak. Nadat de opdrachtgever het project omturnde in een design&build, werd De Gregorio gevraagd door de groep Eiffage om mee te doen met de offerte. Hiervoor vormde De Gregorio ploeg met Sir Norman Foster (2005). 
De Kanaalkom in Hasselt was het eerste grote binnenstedelijk project. Voor dit nieuwe stadskwartier werkte De Gregorio samen met Milanese architect Antonio Citterio en het bureau van wijlen Aldo Rossi, Arassociati.
In 2004 kreeg hij de opdracht om in Leuven, midden in het historisch hart van Leuven (de benedenstad), een enorm groot binnenstedelijk project uit te werken, bestaande uit drie deelzones: Barbarahof, Janseniushof en Hertogensite.
In 2004 kreeg De Gregorio de kans om een tweede maal te werken voor het Gallo-Romeins museum. In 2009 opende het sterk uitgebreide museum zijn deuren en het was vanaf dag één succesvol, met meer dan 150.0000 bezoekers per jaar. In 2011 ontving het museum de European Museum of the Year Award 2011.
In 2004 vormde De Gregorio ploeg met Baumschlager & Eberle, Osar Architecten en Technum om het Virga Jesse Ziekenhuis in Hasselt te herstructureren. Even later volgde dezelfde opdracht voor het Salvator Ziekenhuis van Hasselt. Na de fusie van beide ziekenhuizen en een veertigtal renovatie-opdrachten, werd in 2011 aangevat met het ontwerp van het nieuwe fusieziekenhuis (1100 bedden).
In 2011 verhuisde De Gregorio met zijn burelen naar kasteel Borghof in Tongeren en nam hij het bureau Coenegracht-Kromwijk over in Maastricht. Via het Maastrichtse bureau leerde De Gregorio architect Jo Coenen kennen, waarmee hij in 2013 voor een paar projecten een samenwerking opstartte.

## Boeken
In 2003 nam De Gregorio Johan Sanctorum, filosoof, onder de arm met de bedoeling om de projecten met Aldo Rossi te boek te zetten. Al snel evolueerde die insteek naar een filosofisch traktaat over de filosofie van Aldo Rossi. In dit boek, ’ Passione Urbana’ (Roularta), ontwikkelt Johan Sanctorum zijn persoonlijke visie op stedelijke architectuur, met aandacht voor de menselijke schaal en het collectieve geheugen. Het werd door De Gregorio uitgegeven in 2006. De samenwerking met Sanctorum liep in december 2007 ten einde.
Eind 2007 schreef De Gregorio dan het boekje Architettura povera.

## Mandaten
- Voorzitter Raad van Bestuur van De Gregorio & Partners
- 2008-2012: Lid Stedelijke Bouwcommissie van de stad Bree
- 2012-2013: Lid Strategiegroep ’Strategisch Plan voor Toerisme Limburg 2013-2018’
- 2008-heden: Voorzitter stichting CCrP, Cosmopolitan Chicken Research Project. CCrP maakt wetenschappelijk onderzoek mogelijk naar het Chicken-project van kunstenaar Koen Vanmechelen, met als voornaamste doelstelling het gedachtegoed van Vanmechelen kenbaar maken.
- 2012-heden: Voorzitter van muziekorganisatie B-Classic, de vroegere Basilica-concerten, onderdeel van het Festival van Vlaanderen. B-Classic wil klassieke kamermuziek brengen in historisch erfgoed van Haspengouw (Limburg).

## Bouwwerken (selectie)
- Het Magazijn 1980-1982
- Inrichting Provinciehuis Limburg 1989-1992
- Verbouwing Gallo-Romeins museum 1992-1994
- Het Oud Gasthuis Hasselt 1993-1996
- Groene Boulevard Hasselt 1996-2000
- VRT-Zendmast Sint-Pieters-Leeuw 1996-1997
- Masterplan en instandhoudingswerken Mijnsite Winterslag (C-Mine) 1996-2012
- Philipssite Leuven 1997-heden
- Clockempoort Sint-Truiden 1997-2007
- Rustoord Nieuwe Kaai Turnhout 2003-2006
- Uitbreiding Gallo-Romeins museum, 2004-2009
- Rustoord Wilsele 2005-2009
- De Kaai, Kanaalkom Hasselt 2005-2010
- Stadskwartier Barbarahof Leuven 2006-2012
- Jessa-Ziekenhuis Hasselt 2004-heden
- Stadskwartier Hertogensite Leuven 2004-heden
- Kantoorgebouw Van Havermaet Hasselt 2007-2013
- Stadskwartier Janseniussite Leuven 2007-heden
- Rustoord Anco-site Turnhout 2009-2013
- Rustoorden OCMW Hasselt 2009-heden
- Havenkwartier Hasselt 1999-heden

## Uitgaven van De Gregorio
- 2006: Passione Urbana, in samenwerking met Johan Sanctorum. Roularta ISBN 90-5466-861-X
- 2007: Architettura povera Roularta ISBN 978-90-5466-555-7

## Prijzen
The European Museum of the Year Award 2011, voor het Gallo-Romeins museum in Tongeren.
- Union List of Artist Names: 500237763
- Virtual International Authority File: 135952515